# Narcissus cuatrecasasii
Narcissus cuatrecasasii és una espècie de planta bulbosa que pertany a la família de les amaril·lidàcies (Amaryllidaceae).

## Descripció
Narcissus cuatrecasasii és una planta molt baixa i cespitosa, de 0,4 m. És un endemisme de la Serra de Cazorla i s'assembla molt a Narcissus rupicola, encara que aquest sol ser una mica més alt i presenta de vegades flors geminades de 2 a 5. Les fulles són de color verd grisenc, de 2,5 a 4,5 mm d'amplada, amb dues quilles al revers, erectes o esteses. Té una tija de 10 a 40 cm. Les seves flors són hermafrodites de color groc intens, de 2 a 3 cm de diàmetre, grans i solitàries, poques vegades en parelles, amb segments de 9 a 12 mm, amb corol·la d'unes dues vegades més ampla que llarga. La seva època de floració va des del mes de febrer fins al maig.

## Distribució i hàbitat
Es distribueix al sud de la península Ibèrica, des de Cadis fins a Granada i Jaén. Habita en lleixes i esquerdes de roques pedres calcàries de muntanya. Tindria interès ornamental, però la seva condició d'endemisme molt localitzat en fa desaconsellable la seva recol·lecció. En el seu hàbitat creix entre els 600 i 1500 m. Les cites del Rif occidental han de ser estudiades ja que molt probablement pertanyin a un altre tàxon.

## Taxonomia
Narcissus cuatrecasasii va ser descrita per Fern.Casas, Lainz et R. Rejón i publicat a Cuad. Ci. Biol. 2: 4 a l'any 1973.
Citologia
Nombre de cromosomes de Narcissus cuatrecasasii (Fam. Amaryllidaceae) i tàxons infraespecífics: 2n=14.
Etimologia
Narcissus nom genèric que fa referència del jove narcisista de la mitologia grega Νάρκισσος (Narkissos) fill del déu riu Cefís i de la nimfa Liríope; que es distingia per la seva bellesa.
El nom deriva de la paraula grega: ναρκὰο, narkào (= narcòtic) i es refereix a l'olor penetrant i embriagant de les flors d'algunes espècies (alguns sostenen que la paraula deriva de la paraula persa نرگس i que es pronuncia Nargis, que indica que aquesta planta és embriagadora).
cuatrecasasii: epítet que commemora a Josep Cuatrecasas, que la va descobrir a la Sierra Mágina a la província de Jaén.
Sinonímia
- Narcissus rupicola f. pedunculatus Cuatrec., Trab. Mus. Ci. Nat. Barcelona 12: 251 (1929). (Basiònim/sinònim substituït)
- Narcissus rupicola subsp. pedunculatus (Cuatrec.) Laínz, Anales Inst. Forest. Invest. 10: 322 (1966).
- Narcissus calcicola subsp. cuatrecasasii (Fern.Casas, M.Laínz & Ruíz Rejón) M.Salmon, Gen. Narcissus: 120 (2017).[5]